# Tweede Kamerverkiezingen in het kiesdistrict Sneek (1848-1850)
Tweede Kamerverkiezingen in het kiesdistrict Sneek (1848-1850) geeft een overzicht van verkiezingen voor de Nederlandse Tweede Kamer in het kiesdistrict Sneek in de periode 1848-1850.
Het kiesdistrict Sneek werd ingesteld na de grondwetsherziening van 1848. Tot het kiesdistrict behoorden de volgende gemeenten: Doniawerstal, Gaasterland, Haskerland, Hemelumer Oldephaert en Noordwolde, Hennaarderadeel, Hindeloopen, IJlst, Lemsterland, Rauwerderhem, Sloten, Sneek, Stavoren, Workum en Wymbritseradeel.
Het kiesdistrict Sneek vaardigde in deze periode per zittingsperiode één lid af naar de Tweede Kamer.
Legenda
- cursief: in de eerste verkiezingsronde geëindigd op de eerste of tweede plaats, en geplaatst voor de tweede ronde;
- vet: gekozen als lid van de Tweede Kamer.

## 30 november 1848
De verkiezingen werden gehouden na ontbinding van de Tweede Kamer, na inwerkingtreding van de herziene grondwet.
|                                | 30 november |
| ------------------------------ | ----------- |
| Kiesgerechtigden               | 1.168       |
| Opkomst                        | 907         |
| Geldige stemmen                | 908         |
| Blanco stemmen                 | 0           |
| Kandidaten                     |             |
| B. Albarda                     | 366         |
| P.J. Costerus                  | 155         |
| A.F. Jongstra                  | 139         |
| N. van Heloma                  | 66          |
| P.B.J. Vegilin van Claerbergen | 49          |
| J. Dirks                       | 43          |
| Æ. Mackay                      | 26          |
| T.M.W. van Asbeck              | 17          |

Bij deze verkiezing behaalde geen van de kandidaten de absolute meerderheid, zodat een tweede verkiezingsronde nodig was tussen de twee hoogst geëindigde kandidaten. Albarda was op 30 november echter al rechtstreeks gekozen in het kiesdistrict Leeuwarden en besloot niet op te komen voor de tweede ronde. Bijgevolg kon de tweede ronde geen doorgang vinden.

## 16 december 1848
Bij de verkiezingen op 30 november 1848 was geen kandidaat gekozen. Om in de ontstane vacature te voorzien werd een naverkiezing gehouden. 
|                                | 16 december | 28 december |
| ------------------------------ | ----------- | ----------- |
| Kiesgerechtigden               | 1.168       | 1.168       |
| Opkomst                        | 798         | 693         |
| Geldige stemmen                | 796         | 686         |
| Blanco stemmen                 | 3           | 7           |
| Kandidaten                     |             |             |
| P.J. Costerus                  | 297         | 354         |
| P.B.J. Vegilin van Claerbergen | 191         | 322         |
| A.F. Jongstra                  | 157         |             |
| J. Dirks                       | 31          |             |
| U.A. Everts                    | 28          |             |
| B. Albarda                     | 16          |             |
| Æ. Mackay                      | 14          |             |
| O.R. van Andringa de Kempenaer | 12          |             |

## Voortzetting
In 1850 werd het kiesdistrict Sneek omgezet in een meervoudig kiesdistrict waaraan een gedeelte van de opgeheven kiesdistricten Franeker (Baarderadeel) en Heerenveen (Aengwirden, Opsterland, Schoterland, Smallingerland en Utingeradeel) toegevoegd werd, alsmede van het kiesdistrict Leeuwarden de gemeente Idaarderadeel.